# Комраш
Комраш — река в России, протекает в Солигаличском районе Костромской области. Устье реки находится в 19 км по левому берегу реки Светица. Длина реки составляет 17 км, площадь водосборного бассейна 67,1 км².
Исток реки в лесах южнее деревни Погребное в 22 км к северо-востоку от Солигалича. В верхнем течении протекает рядом с деревнями Разгоняй и Соловьево, ниже течёт по ненаселённому лесу на юго-запад. Крупнейший приток — Прудовица (правый).

## Данные водного реестра
По данным государственного водного реестра России относится к Верхневолжскому бассейновому округу, водохозяйственный участок реки — Кострома от истока до водомерного поста у деревни Исады, речной подбассейн реки — Волга ниже Рыбинского водохранилища до впадения Оки. Речной бассейн реки — (Верхняя) Волга до Куйбышевского водохранилища (без бассейна Оки).
Код объекта в государственном водном реестре — 08010300112110000011710.